# Eunézio Antonio de Souza
Eunézio Antonio de Souza, apelidado de Thoroh (Bom Jesus do Galho, 1963) é um físico brasileiro, professor titular da Universidade Presbiteriana Mackenzie, coordenador do setor de nanotecnologia da Federação das Indústrias do Estado de São Paulo (Fiesp).

## Biografia
Eunézio nasceu na pequena cidade de Bom Jesus do Galho, em Minas Gerais, em 1963. Seu pai era um influente ferroviário da cidade, liderança da comunidade e que prezava pela boa educação dos filhos. Com a voz grave, interessou-se pela música desde que começou a estudar metalurgia na Escola Técnica Federal de Ouro Preto. Cantarolava pela rua quando o cantor lírico Amin Feres o ouviu e o convidou para participar de seu coral. Virou solista e dois anos depois ganhou uma bolsa de estudos para estudar canto em Karlsruhe, na Alemanha, mas Eunézio recusou a bolsa, temendo que não pudesse viver da música.
Eunézio então prestou vestibular para a Universidade de São Paulo, estudando Física e Química no campus de São Carlos, graduando-se em 1986. Em 1991, por doutorado direto, defendeu sua tese no Instituto de Física Gleb Wataghin, da Universidade Estadual de Campinas, sob a orientação do professor Carlos Henrique de Brito Cruz.

## Carreira
Entre 1992 e 1995, fez estágio de pós-doutorado como pesquisador visitante no Bell Labs, nos Estados Unidos, com bolsa do CNPq, trabalhando no departamento de dispositivos optoeletrônicos avançados. De volta ao Brasil, tornou-se professor do Instituto de Física da Universidade de Brasília (UnB) entre 1997 e 2003, tendo sido também coordenador do programa de pós-graduação do mesmo instituto. No ano de 2002, foi professor visitante na Universidade de Rochester.
Em 2003, ingressou na Universidade Presbiteriana Mackenzie como professor titular. É o idealizador do MackGraphe (Centro de Pesquisas Avançadas em Grafeno Nanomateriais e Nanotecnologias) da universidade, inaugurado em 2013, onde desenvolve pesquisas e produtos com grafeno, material formado por uma camada única de carbono, mais resistente que o aço. Em junho de 2019, assumiu a coordenação do setor de nanotecnologia da Federação das Indústrias do Estado de São Paulo (Fiesp). Um de seus propósitos é alertar empresários paulistas para as praticamente ilimitadas aplicações do grafeno e incentivar as indústrias a investir no material, que é tendência no exterior.
É ainda conselheiro do CGIA (China Innovation Alliance of the Graphene Industry), membro do International Committee do RIDC (Research, Innovation and Dissemination Centers) da FAPESP, do Scientific Advisory Board do Quanta-Lab (INL - International Iberian Nanotechnology Laboratory e Universidade do Minho), do Comitê de Inovação do CPqD, do CCFOTO (Comitê Consultivo de Fotônica do MCTIC), membro da OSA (Optical Society of América), do IEEE Photonics Society, da Sociedade Brasileira de Física (SBF) e da Sociedade Brasileira de Microondas e Optoeletrônica (SBMO). Atua principalmente na área de Fotônica em dispositivos avançados baseados em materiais bi-dimensionais, como o grafeno.

## Vida pessoal
Eunézio é casado com a solista e soprano brasileira Elisabeth Ratzersdorf, com quem tem três filhos. Seu pai se separou de sua mãe e Eunézio ganhava dinheiro como músico para poder estudar física. Foi regente do coral USP de São Carlos e professor de técnica vocal da Universidade Federal de São Carlos. Estudou canto com Niza de Castro Tank, Cantou em algumas óperas com a Orquestra Sinfônica do Estado de São Paulo, como O guarani, de Carlos Gomes (1836-1896).